# Полянський Луг
Полянський Луг (хорв. Poljanski Lug) — населений пункт у Хорватії, у Загребській жупанії у складі міста Врбовець.

## Населення
Населення за даними перепису 2011 року становило 425 осіб.
Динаміка чисельності населення поселення:

## Клімат
Середня річна температура становить 10,81 °C, середня максимальна – 25,47 °C, а середня мінімальна – -6,21 °C. Середня річна кількість опадів – 827 мм.
| Клімат поселення                              | Клімат поселення | Клімат поселення | Клімат поселення | Клімат поселення | Клімат поселення | Клімат поселення | Клімат поселення | Клімат поселення | Клімат поселення | Клімат поселення | Клімат поселення | Клімат поселення | Клімат поселення |
| Показник                                      | Січ.             | Лют.             | Бер.             | Квіт.            | Трав.            | Черв.            | Лип.             | Серп.            | Вер.             | Жовт.            | Лист.            | Груд.            |                  |
| Середній максимум, °C                         | 6,23             | 8,35             | 12,95            | 17,16            | 22,28            | 25,47            | 24,74            | 24,14            | 20,04            | 14,86            | 9,26             | 5,00             |                  |
| Середня температура, °C                       | 0,01             | 2,11             | 6,70             | 10,96            | 16,05            | 19,25            | 20,84            | 20,23            | 16,14            | 10,98            | 5,36             | 1,10             |                  |
| Середній мінімум, °C                          | −6,21            | −4,09            | 0,51             | 4,74             | 9,83             | 13,03            | 16,94            | 16,33            | 12,23            | 7,08             | 1,46             | −2,82            |                  |
| Норма опадів, мм                              | 47               | 45               | 54               | 63               | 74               | 89               | 76               | 79               | 77               | 78               | 83               | 62               |                  |
| Середньомісячна швидкість вітру, м/с          | 1.99             | 2.20             | 2.60             | 2.40             | 2.28             | 2.08             | 2.00             | 1.80             | 1.81             | 1.90             | 2.00             | 2.00             |                  |
| Середньомісячна сонячна радіація, кДж/м²·день | 4109             | 6900             | 10592            | 15083            | 19325            | 21428            | 22180            | 19324            | 14252            | 8818             | 4557             | 3312             |                  |
| --------------------------------------------- | ---------------- | ---------------- | ---------------- | ---------------- | ---------------- | ---------------- | ---------------- | ---------------- | ---------------- | ---------------- | ---------------- | ---------------- | ---------------- |
| Джерело:                                      |                  |                  |                  |                  |                  |                  |                  |                  |                  |                  |                  |                  |                  |